# 소니 바이오 듀오 11
소니 바이오 듀오 11(Sony Vaio Duo 11)는 소니에서 2012년 11월에 출시한 윈도 태블릿 컴퓨터이다. 한국에는 2012년 11월에 출시되었다.

## 같이 보기
- VAIO
- 소니 바이오 듀오 13
- 삼성 갤럭시 S III
- 소니 엑스페리아 태블릿 S